# Coleophora vibicella
Coleophora vibicella é uma espécie de mariposa do gênero Coleophora pertencente à família Coleophoridae.